# Rimpianto di transizione
Rimpianto di transizione (in inglese: transition regret) si riferisce al rimpianto provato da alcune persone che hanno intrapreso un percorso di transizione di genere e successivamente hanno deciso di interromperlo o invertire alcuni cambiamenti effettuati. Questo fenomeno è considerato raro, ma i dati sulla sua frequenza possono essere limitati o incompleti.  

## Cause
Le cause del rimpianto di transizione possono variare e includono:
- Diagnosi errate o incomplete di disforia di genere.
- Pressioni sociali o familiari.
- Cambiamenti nella percezione dell'identità di genere della persona.

Molti esperti sottolineano l'importanza di un'accurata valutazione psicologica prima di iniziare la transizione per ridurre il rischio di rimpianto.

## Frequenza
Studi scientifici indicano che il rimpianto di transizione interessa tra l'1% e il 2% delle persone che si sottopongono a trattamenti di affermazione del genere. Tuttavia, va evidenziato che circa il 30% delle persone che iniziano la transizione non è più rintracciabile negli studi di follow-up, il che rende questi dati potenzialmente inaffidabili. La mancanza di informazioni sul "loss to follow-up" solleva domande sull'effettiva frequenza del rimpianto e sull'interpretazione delle statistiche esistenti.

## Supporto
Le persone che provano rimpianto possono cercare supporto tramite:
- Terapia psicologica specializzata.
- Comunità di supporto per chi ha detransizionato.
- Risorse online per condividere esperienze e trovare aiuto.

## Controversie
Il fenomeno del rimpianto di transizione è spesso strumentalizzato in dibattiti politici e culturali. Tuttavia, la ricerca sottolinea che la maggioranza delle persone trans beneficia dei trattamenti di affermazione del genere. La discussione sui tassi di rimpianto è complicata dall'elevato numero di persone non rintracciabili negli studi di follow-up, il che richiede ulteriore ricerca per ottenere dati più affidabili.